# Maxovna
Maxovna (německy Maxdorf) je malá vesnice, část městyse Malešov v okrese Kutná Hora. Nachází se asi dva kilometry jižně od Malešova.
Maxovna leží v katastrálním území Malešov o výměře 7,8 km².

## Historie
První písemná zmínka o vesnici pochází z roku 1798.